# Public history
La public history (storia pubblica o, meglio storia per il pubblico in lingua italiana) è costituita da una vasta gamma di attività svolte da persone, con diversi tipi di formazione nella disciplina della storia, che operano generalmente al di fuori di ambienti accademici specializzati. La pratica della public history è profondamente radicata nei settori della conservazione storica, dell'archivistica, della storia orale, della curatela museale e altri campi correlati. Il settore è diventato sempre più professionalizzato negli Stati Uniti e in Canada sul finire degli anni settanta. Alcune delle istituzioni più comuni per la pratica della public history sono i musei, le dimore e i siti storici, parchi, campi di battaglia, archivi, società cinematografiche e televisive, e tutti i livelli di amministrazione pubblica.

## Definizione
Perché incorpora una vasta gamma di pratiche e si svolge in molti contesti diversi, la public history dimostra una certa resistenza ad essere definita con precisione. Quattro sono gli elementi chiave che spesso emergono dal discorso di coloro che si identificano come storici pubblici: 
- Uso dei metodi della disciplina storica
- Accento sull'utilità della conoscenza storica, in questioni che vanno oltre a scopi puramente accademici o di antichità
- Accento sulla formazione e la pratica professionale
- Obiettivo di approfondire e potenziare il collegamento pubblico con il passato

Questi elementi furono espressi, nel 1989, nel programma del National Council on Public History:  "To promote the utility of history in social through professional practice." (Per promuovere l'utilità della storia nel sociale, attraverso la pratica professionale.)  Erano anche presenti in una definizione redatta dal consiglio NCPH nel 2007, nella quale si affermava, "la public history è un movimento, metodologia e approccio che promuove lo studio e la pratica della storia della collaborazione; i suoi praticanti abbracciano la missione di rendere le loro intuizioni accessibili e utili al pubblico." Tuttavia, questa definizione di progetto pose alcune sfide, che ha sollevato dubbi sul fatto che la public history sia solo un tentativo realizzato da storici professionisti o addestrati, o se la condivisione dell'autorità storica dovrebbe essere un elemento chiave del settore. Altri hanno sottolineato che l'esistenza di molti "pubblici" per la public history complica il compito di definizione. Ad esempio, lo storico Peter Novick ha messo in dubbio che gran parte di quella che viene definita public history dovrebbe in realtà essere chiamata privata (ad esempio, la creazione di storie aziendali o archivi) o divulgativa (per esempio, ricerca o esposizioni condotte al di fuori delle norme della disciplina storica). Cathy Stanton ha identificato anche un elemento più radicale nella public history del Nord America, ma ha chiesto: "Quanto spazio c'è per la componente progressiva del movimento sulla public history?" Hilda Kean e Paul Ashton hanno discusso delle differenze nella public history in Regno Unito, Australia, Nuova Zelanda e Stati Uniti, argomentando contro "una rigida demarcazione tra gli "storici" e "le loro opinioni sulla public history". Un sondaggio del 2008, condotto su quasi 4.000 professionisti prevalentemente negli Stati Uniti, ha dimostrato che una parte consistente (quasi un quarto degli intervistati) ha espresso alcune riserve circa il termine, se applicato al proprio lavoro.
In generale, coloro che abbracciano il termine public history accettano che i confini del campo siano flessibili. La sua definizione rimane un work in progress, soggetto a continue rivalutazioni dei rapporti dei praticanti con diversi tipi di pubblico, con gli obiettivi, politici, economici e culturali.

## Settori collegati
Come suggerisce la sua definizione, la public history è un termine generico che può riferirsi ad una vasta gamma di settori professionali e accademici. Alcuni di questi includono: 
- Archivistica
- Museologia
- Storia orale

Inoltre, si è sviluppato, negli ultimi decenni, un sub settore che si concentra sulla storia e la teoria della memoria collettiva. Questo settore (caratterizzato da vincitori del Premio del Consiglio Nazionale sulla public history), può anche essere considerato public history.

## Storia
La public history ha molti precedenti che sono la museologia, l'archivistica (pubblica e privata), le associazioni per la preservazione dei contenuti storici, i progetti culturali pubblici e privati e le ricostruzioni cinematografiche (ad esempio i film storici).  Ludmilla Jordanova ha osservato che "lo Stato ... è al centro della public history" collegando la public history alla crescita dello Stato-nazione (Il teologo inglese William Paley dichiarò nel 1794 che la public history era un "registro dei successi e delle delusioni ... e delle liti di coloro che si impegnano in contese [per] il potere'".) Nel tardo XIX secolo e agli inizi del XX si andò formando una disciplina storica nelle università dell'Ovest, e questo ha avuto l'effetto di separare gradualmente gli studiosi storici professionisti da coloro che praticavano la storia a livello amatoriale. Mentre veniva continuato l'addestramento degli storici che lavoravano in ambiti pubblici, vi fu una ritirata generale dal coinvolgimento del pubblico tra gli storici professionali nei decenni centrali del XX secolo.
Nel corso degli anni settanta, una serie di sviluppi politici, economici, sociali, e storiografici operarono per invertire questa tendenza, convergendo nel produrre un nuovo campo che esplicitamente si identificasse come public history. I movimenti per la giustizia sociale degli anni 1960 e 1970 avevano suscitato un interesse per le storie di persone e gruppi "non dominanti", ad esempio, le donne, le persone della classe operaia, i gruppi etnici e le minoranze razziali, piuttosto che la teoria del grande uomo che era tradizionalmente stata al centro di molte narrazioni storiche. In Gran Bretagna, questo è emerso attraverso l'History Workshop Movement. Molti storici hanno abbracciato storia sociale come soggetto, e alcuni erano ansiosi di essere coinvolti in progetti pubblici.  Negli Stati Uniti, una grave carenza di posti di lavoro accademici per gli storici ha portato molti a prendere in considerazione una carriera al di fuori dell'accademia.  Allo stesso tempo, sforzi di finanziamento pubblico erano in corso in molti paesi occidentali, che andavano dalle celebrazioni nazionali come il bicentenario della fondazione degli Stati Uniti d'America a progetti di multiculturalismo in Australia e in Canada, di pari passo con l'interesse pubblico diffuso sulla genealogia, il tracciamento del folk e delle radici di famiglia e altre attività legate alla storia. Sulla scia della deindustrializzazione in molti luoghi industriali, i governi supportarono anche progetti di rinnovamento urbano che comprendevano sempre più l'uso della storia e della cultura locale come attrazione o come base per il "re-branding" di una zona depressa.  Per necessità, inclinazione, o per entrambe le cose, un numero crescente di laureati in storia trovò occupazione in questi tipi di impieghi non accademici. Decisioni di politica pubblica, come il passaggio negli Stati Uniti del National Historic Preservation Act del 1966 e l'aggiunta, del governo canadese, della figura del "ricercatore storico" come categoria di servizio civile negli anni settanta 1970, insieme all'aumento del turismo culturale e la crescente professionalizzazione dei numerosi musei e società storiche, hanno stimolato la crescita del settore. 
Negli Stati Uniti, la nascita della public history si avvia dall'Università della California, Santa Barbara, dove Robert Kelley, un professore della facoltà di storia, ottenne un finanziamento dalla Rockefeller Foundation, nel 1976, per creare un corso post laurea per giovani storici destinati ad una carriera sia nel pubblico che nel privato.  Kelley utilizzò la sua vasta esperienza di consulente e testimone legale nei casi di contenzioso sulle acque per concepire l'idea di public history come un campo a sé stante. Alcune conferenze a Scottsdale, in Arizona nel 1978 e Montecito, California nel 1979, aiutarono a catalizzare il nuovo settore. Il lancio di una rivista professionale, The Public Historian, nel 1978, e la fondazione del National Council on Public History nel 1979 servirono a dare agli storici accademici un senso del pubblico e ai professionisti esterni un senso che portò a condividere una serie di missioni, esperienze e metodi. 
La public history in Canada seguì un percorso simile in molti settori, tra cui l'esperienza di un'accademica "crisi occupazionale" negli anni settanta e l'importanza del governo come fonte di occupazione per gli storici pubblici. Nel 1983, L'Università di Waterloo creò un Masters public history (ora eliminato), seguita dalla The University of Western Ontario nel 1986, e dalla Carleton University nel 2002. Così come negli Stati Uniti, il finanziamento pubblico canadese per i progetti di storia e del patrimonio culturale si è ridotto negli ultimi due decenni, con gli storici pubblici sempre più responsabili, nei confronti dei finanziatori, dell'efficacia del loro lavoro.  Public history also exists as an identifiable field in Australia e in misura minore in Europa ed altri paesi. In America Latina, la public history trova la sua massima espressione in Brasile, dove viene strettamente connessa alla storia sociale e alla storia orale. La Rete storica pubblica brasiliana, creata nel 2012, è stata istituita per la pubblicazione e la sponsorizzazione di eventi di portata nazionale e internazionale volti a promuovere un dialogo creativo e cosmopolita.  Così come negli Stati Uniti e in Canada, vi sono molti progetti pubblici che coinvolgono gli storici e l'interpretazione della storia che non necessariamente fanno diretto riferimento all'etichetta di public history.  La International Federation for Public History,(IFPH-FIHP) venne costituita nel 2010 e divenne un'associazione internazionale con un comitato eletto nel gennaio del 2012. IFPH è anche una Commissione internazionale di storici (ICHS-CISH). Lo IFPH cerca di ampliare gli scambi internazionali sulla pratica e l'insegnamento della public history. 
La public history continua a sviluppare e definire se stessa. Ci sono attualmente molti programmi di public history per laureati e laureandi negli Stati Uniti, Canada e altri paesi. Il settore ha una naturale sinergia con la storia digitale, con la sua enfasi sull'accesso e l'ampia partecipazione alla creazione della conoscenza storica. Negli ultimi anni c'è stato un crescente sviluppo della ricerca storica pubblica, comprese le opere riconosciute dall'annuale NCPH Book Award. In molti paesi, sono stati condotti studi per capire come le persone si confrontano con il passato, per approfondire il senso di come il lavoro degli storici può meglio connettersi con quello delle persone.